# 灌輸

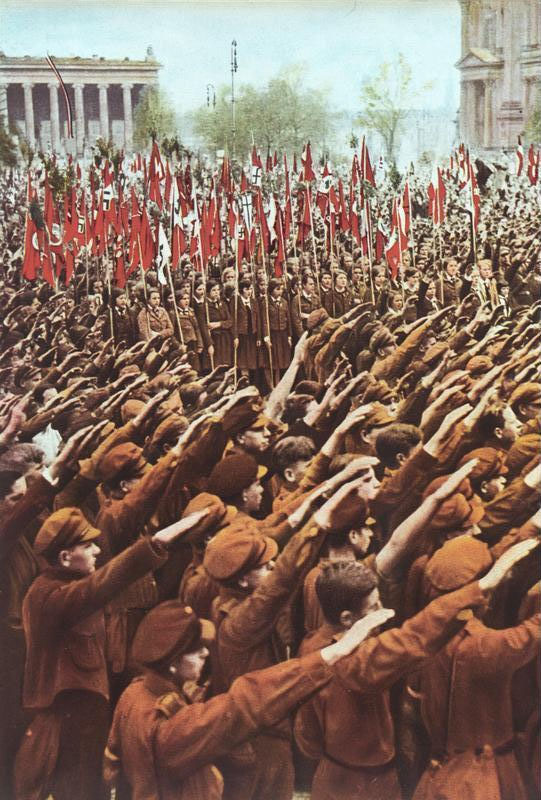
希特勒青年團行納粹禮 (1933)

灌输是指向一个人持續宣傳思想、态度、認知或方法的过程。人类是一种社会性动物，不可避免地受到文化背景的影响，因此，在亲子关系中存在着一定程度的灌输，這对于形成共同价值觀具有重要作用。
教育和灌输之间的确切界限往往在于旁人的感觀。有些人試圖将灌输与教育区分开来，理由是受灌输者不会质疑或批判性地審視他们所接觸的学说。因此，灌輸一詞可能隱含貶義意味，通常是使用者在談到有關思想自由、神學、宗教教義或反宗教時使用。

## 参見
- 心理操縱術
- 招聘
- 洗腦
- 涵化